# Норт-Сан-Ісідоро (Нью-Мексико)
Норт-Сан-Ісідоро (англ. North San Ysidro) — переписна місцевість (CDP) в США, в окрузі Сан-Мігель штату Нью-Мексико. Населення — 125 осіб (2020).

## Географія
Норт-Сан-Ісідоро розташований за координатами 35°28′29″ пн. ш. 105°33′58″ зх. д. / 35.47472° пн. ш. 105.56611° зх. д. (35.474642, -105.566044).  За даними Бюро перепису населення США в 2010 році переписна місцевість мала площу 5,95 км², уся площа — суходіл.

## Демографія
Згідно з переписом 2010 року, у переписній місцевості мешкало 159 осіб у 75 домогосподарствах у складі 40 родин. Густота населення становила 27 осіб/км².  Було 112 помешкання (19/км²).
Расовий склад населення:
| - 71,1 % — білих - 1,3 % — корінних американців - 24,5 % — осіб інших рас |

До двох чи більше рас належало 3,1 %. Частка іспаномовних становила 70,4 % від усіх жителів.
За віковим діапазоном населення розподілялося таким чином: 18,2 % — особи молодші 18 років, 61,7 % — особи у віці 18—64 років, 20,1 % — особи у віці 65 років та старші. Медіана віку мешканця становила 47,8 року. На 100 осіб жіночої статі у переписній місцевості припадало 112,0 чоловіків;  на 100 жінок у віці від 18 років та старших — 124,1 чоловіків також старших 18 років.
Цивільне працевлаштоване населення становило 37 осіб. Основні галузі зайнятості: публічна адміністрація — 59,5 %, освіта, охорона здоров'я та соціальна допомога — 40,5 %.